# آندورما
آندورما (به لاتین: Andurma) یک منطقه مسکونی در جمهوری آذربایجان است که در شهرستان لریک واقع شده است.

## جمعیت
آندورما ۵۷۷ نفر جمعیت دارد.

## ریشه واژه
آندورما در زبان تالشی همان درخت انجیلی یا چوب‌آهن است.